# Gregory Wüthrich
Gregory Kwesi Wüthrich (ur. 4 grudnia 1994 w Bernie) – szwajcarski piłkarz pochodzenia ghańskiego występujący na pozycji obrońcy w austriackim klubie SK Sturm Graz.

## Sukcesy

### BSC Young Boys
- Mistrz Szwajcarii: 2017/2018
- Mistrz Szwajcarii: 2018/2019
- Mistrz Szwajcarii: 2019/2020

### Sturm Graz
- Puchar Austrii: 2022/2023[3]